# Salangane des Carolines
Aerodramus inquietus
Espèce
Synonymes
- Cypselus inquietus Kittlitz, 1858
(protonyme)
- Collocalia inquieta (Kittlitz, 1858)
- Collocalia vanikorensis inquietus
(Kittlitz, 1858)
- Aerodramus vanikorensis inquietus
(Kittlitz, 1858)

Statut de conservation UICN

 LC  : Préoccupation mineure
La Salangane des Carolines (Aerodramus inquietus) est une espèce d'oiseaux de la famille des Apodidae.

## Répartition
Cette espèce est endémique des îles Carolines.